# Абдаллах аль-Магді
Абу-Мухаммад Абдаллах аль-Магді Біллах (*873 — 4 березня 934) — ісмаїлітський халіф у 909—934 роках.

## Життєпис

### Боротьба за владу
Про батьків немає достеменних відомостей. Був прихильником Алідів (шиїтів), головою яких був наприкінці IX ст. аль-Хусейн. Останній відправив Абдалаха до Північної Африки задля проповідування приходу до влади Алідів. При цьому Абдаллах отримав релігійний титул даї.
Абдаллах під гаслами справедливого устрою суспільства і пришестя Магді (Месії) підійняв на боротьбу берберів кутама на Середньому Магрибі (Мала Кабілія). 903 року Абдаллах зважився на завоювання Іфрикії (сучасний Туніс). Після того, як уся Кабілія зазнала ударів ісмаїлітів кутама, Абу Абдаллах розпочав систематичні наступальні операції на Тубну та інші міста Іфрікії. До 908 році армія берберів кутама повністю опанувала цей район і увійшла до столиці Аглабідів — міста Кайруан. Останній Аглабід, Зіядет-Аллах ІІІ, залишив свою резиденцію Раккаду і втік до Єгипту. При цьому Абдаллах отримав створений Аглабідами потужний військовий флот.
Абдаллах відразу поставив нових намісників в кожне місто і впровадив шиїтський заклик до молитви. У справах дава йому допомагав його старший брат даї Аббу-л-Аббас. У хутби на п'ятничній церемонії він додав благословення Ахл-ал-байт (люди будинку Алі), не згадавши ім'я ал-Магді. У перший же рік правління були викарбувані монети, що сповіщали про появу «Божественного доказу».
Забезпечив контроль над Іфрікією, в червні 909 року Абдаллах вирушив у похід проти хариджитів Рустамідів до Сіджильмаси (оаза на сході сучасного Марокко). Після взяття Сіджильмаси в серпні 909 року бербери кутама на особливій церемонії, що тривала кілька днів, оголосили владу халіфа ал-Магді. Відтоді починається історія Фатімідського халіфату. При цьому Абдаллах влаштував виставу: він зник як даї Абу Абдаллах і знову з'явився як Абдаллах аль Магді, син Хусейна, нащадок халіфа Алі.

### Халіф

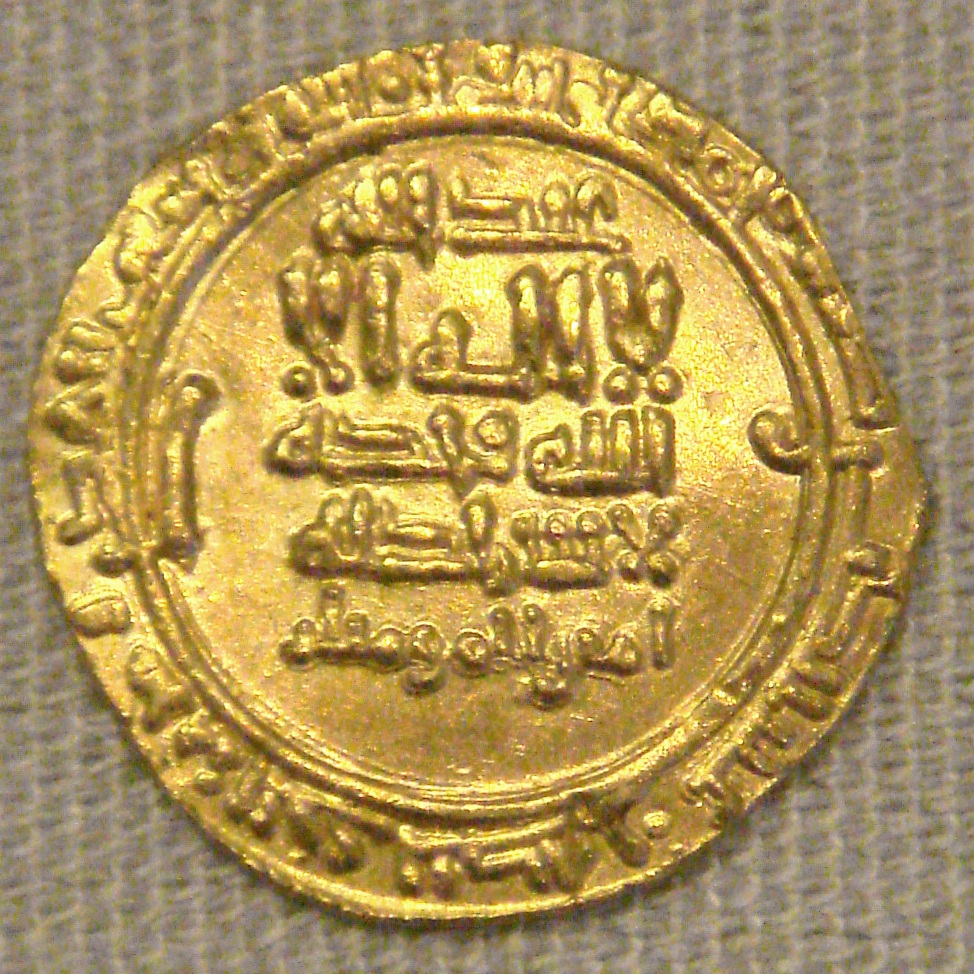
Динар Аль-Магді 926 року

У 911 році відправив флот для придушення повстання сицилійців, 912 року — здійснив успішний похід проти Триполі. У 913—914 роках спробував захопити Єгипет з моря й суходолу. Втім він не мав успіху: фатімідська армія зайняла Александрію, але незабаром була розбита військом на чолі з воєначальником Мунісом, що було послане абассідським халіфом аль-Муктадіром.
У 914 році уклав союз з Болгарією (у 918 і 922 роках його підтверджено) проти Візантійської імперії. З цього моменту здійснюються спроби щодо захоплення Сицилії та Південної Італії. 917 року владу аль-Магді визнала держава Ідрісидів (територія сучасного Марокко).
У 918 році флот атакував володіння візантійців у Калабрії. Євстафій, стратиг Калабрії, уклав мир на умовах виплати 22 тис. золотих щорічно. У 919—921 роках здійснив новий похід проти Єгипту, але невдало: флот аль-Магді зазнав поразки біля Розетти, а сухопутне військо, яке зуміло зайняти Александрію, було наприкінці 920 року витіснене військами Аббасидів з Єгипту.
Поступово халіф набирав силу. 916 року розпочалося зведення нової столиці — Магдії, на березі Середземного моря. Тоді ж тут зведено Велику мечеть. 920 року аль-Магді остаточно облаштувався у новій столиці. Нове місто на східному узбережжі було насамперед призначене для потреб флоту. Склади провіанту, корабельного лісу, верфі, гавань, що вміщає до 200 військових кораблів, окремо — торгова пристань на 30 суден.

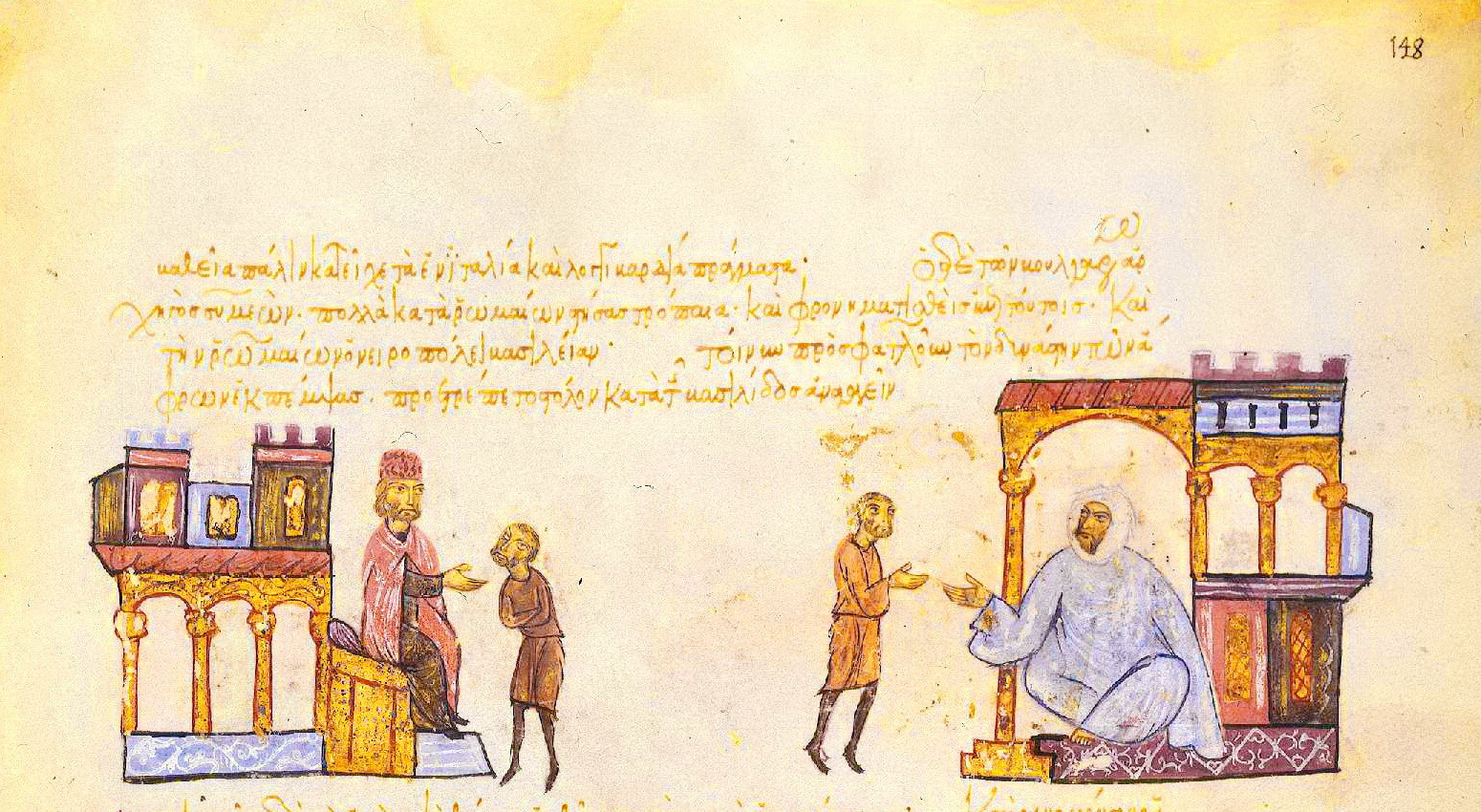
Посольство від болгарськогоо царя Сімеона І до Аль-Магді

У 922 році здійняли повстання береберські племена зената, хаввара і інші племена, які проживали на південь від області котам в горах Аураса і Заба. Його довелося придушувати нащадкам аль-Магді.
У 923 році завдяки багатим дарункам візантійського імператора Романа I аль-Магді розірвав угоду з Болгарією щодо одночасної атаки візантійських володінь.
У 925—929 роках аль-Магді відправив флот на чолі із Сабіром задля спустошення Південної Італії. 925 року аль-Магді уклав союз з емірами Тарсу і Криту, який було спрямовано проти Візантії.
До кінця життя готував війська і флот для підкорення володінь Візантії в Італії та володінь Аббасидів в Єгипті. Для цього він відправляв своїх прихильників по всій Африці задля проповідування ідей ісмаїлізму. На момент смерті зумів зайняти область Киренаїку. Помер у 934 року під час підготовки до нового походу до Єгипту. Його титул і владу успадкував син — Мухаммад аль-Ка'їм.